# Daireaux (partido)
Pour la capitale, voir Daireaux.
Daireaux est un partido de la province de Buenos Aires fondé en 1910 dont la capitale est Daireaux.